# Cesare Ricotti-Magnani

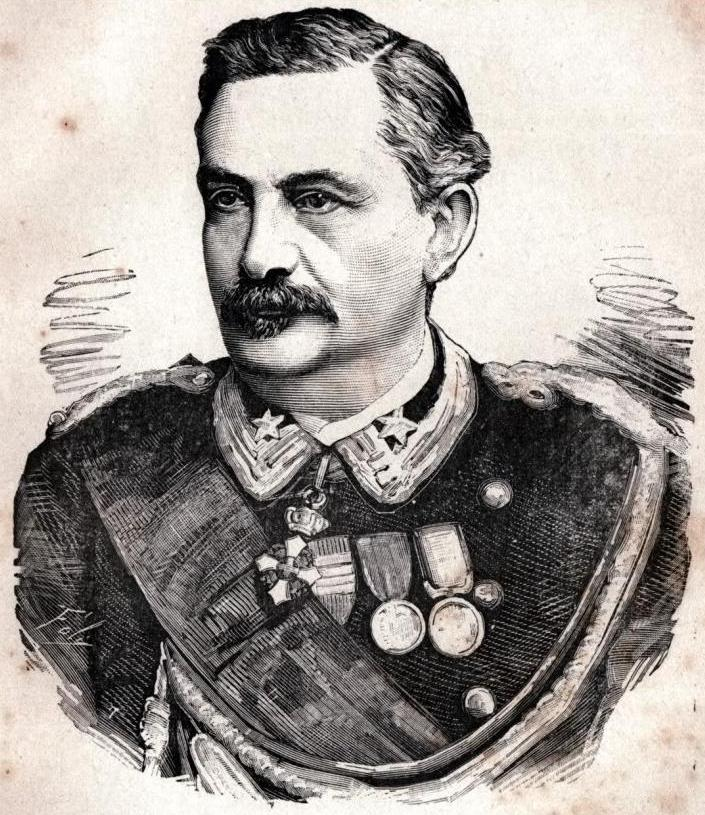
Cesare Francesco Ricotti-Magnani

Cesare Francesco Ricotti-Magnani (* 6. Juni 1822 in Borgolavezzaro; † 4. August 1917 in Rogeno) war ein italienischer Generalleutnant.

## Leben
Er trat in die sardinische Artillerie ein, wurde 1859 Oberstleutnant im Generalstab, 1861 Generalmajor und Kommandant der Provinz Neapel, 1864 Generalleutnant und befehligte 1866 eine Division, die bei Brescello von den Österreichern geschlagen wurde, wurde darauf Militärkommandant in Parma und war von September 1870 bis März 1876 sowie von Oktober 1884 bis Februar 1887 Kriegsminister, ehe er infolge der Niederlage bei Dogali abberufen wurde. Von 1870 bis 1890 war er Abgeordneter in der Camera dei deputati für den Wahlkreis Novara. Nach Ablauf seines Mandats 1890 wurde er zum Senator ernannt.
Nachdem auch die Nachfolgeregierungen Äthiopien nicht hatten erobern können und über die Niederlage von Adua gestürzt waren, wurde Ricotti-Magnani im März 1896 nochmals als Kriegsminister in das Kabinett Rudinì berufen, musste aber schon im Juli wieder zurücktreten, weil sein angeblich die Wehrkraft Italiens vermindernder Entwurf einer Heeresreform auf Widerspruch im Parlament stieß.

## Quelle
- Meyers Großes Konversations-Lexikon, Band 16. Leipzig 1908, S. 913-914